# Videonistagmografia
Videonistagmografia (VNG) é um exame para testar a função do ouvido interno e as funções motoras centrais, num processo conhecido como avaliação vestibular. O VNG pode determinar se a tontura é causada por doença do ouvido interno, nomeadamente a vertigem posicional paroxística benigna (VPPB), ou, ao invés, se se deve a outras causas, como hipotensão arterial ou ansiedade. O VMG é em geral,  realizado por um fonoaudiólogo, mas esse é um teste que pode ser realizado por qualquer profissional de saúde especializado em distúrbios da audição e do equilíbrio.

## Procedimentos
O teste de VNG é composto por várias etapas. O examinado é convidado a usar óculos infravermelhos para rastrear os movimentos dos olhos durante a estimulação visual e mudanças posicionais. Durante a primeira parte do teste, o paciente é instruído a seguir um ponto num ecrã com os olhos. O ponto pode subir, descer, ir de lado a lado, ou mudar de posição aleatoriamente. Videocâmeras são colocadas em lentes binoculares à prova de luz método que possibilitam a observação direta e a gravação dos movimentos oculares em várias posições.
Outra parte do teste requer que o paciente se sente em várias posições diferentes (deitado de costas, cabeça para a direita, cabeça para a esquerda, corpo rodado para a direita e corpo rodado para a esquerda).
A parte final da VNG requer teste de resposta calórica.

## Teste oculomotor

### Olhar
O teste do olhar é realizado para avaliar o nistagmo espontâneo, ou seja, um nistagmo presente na ausência de estimulação visual ou vestibular. A posição inicial é tipicamente olhar para frente, depois para cima, para baixo, para a esquerda e para a direita, e manter por um curto período de tempo. O olhar é tipicamente avaliado com a visão e com a visão bloqueada (os óculos são cobertos para bloquear qualquer estímulo visual).

### Perseguição suave/Rastreamento
O teste de perseguição suave faz com que o paciente siga um alvo visual da esquerda para a direita ou de cima para baixo. Os aspectos analisados são ganho de velocidade, assimetria e ângulo de fase.

### Sacadas
As sacadas avaliam o movimento sacádico voluntário, que são movimentos oculares rápidos em direção a um alvo. Um ponto ou alvo visual aparece em pontos aleatórios ao longo da tela, embora apenas ao longo do eixo horizontal seja comum. O paciente é instruído a não tentar adivinhar onde o alvo estará. Este teste mede latência, velocidade e precisão.

### Teste optocinético
O teste optocinético avalia uma resposta que ocorre ao tentar estabilizar o foco em um alvo enquanto o próprio campo visual se move (devido ao movimento da cabeça da pessoa). Um exemplo dessa resposta é ao focar em objetos passando pela janela enquanto se está sentado em um trem, ônibus ou carro em movimento. Este teste avalia o ganho de velocidade e a assimetria.

## Recomendações
A Videonistagmografia  é um exame que precisa ser realizado cuidadosamente com os óculos firmemente fixados à região cefálica do paciente, pois movimentos da câmera em relação à cabeça resultarão em erro ao gerar os resultados.
Algumas pessoas podem ter dificuldades para realizar a  Videonistagmografia como: 
- Pacientes claustrofóbicos podem não tolerar a sensação de confinamento;
- Pacientes com ptose palpebral ou cílios que obscurecem a pupila podem ser difíceis de avaliar;
- Paciente que usa Cosméticos ao redor dos olhos podem interferir com a iluminação infravermelha e prejudicar a avaliação27;
- Pacientes que sejam crianças com menos de cinco anos que não toleram o uso da máscara do equipamento devido às dimensões reduzidas da face;
- pacientes com doenças que afetam a forma da pupila e
- pacientes que, por diversas razões, são incapazes de manter os olhos abertos.

É fundamental a realização da a anamnese e da exploração clínica, consideran

do que a Videonistagmografia se trata de um exame complementar que ajuda no diagnóstico da vertigem e desequilíbrio, mas não identifica etiologias específicas.